# 2010年の自転車競技
2010年の自転車競技（2010ねんのじてんしゃきょうぎ）では2010年の自転車競技について記述する。

## できごと

### 1月
- 6日
  - ニクラス・アクセルソン（スウェーデン）に、BサンプルからもEPO陽性反応が発覚[1]。
- 8日
  - チーム・サクソバンクのメインスポンサーであるサクソバンクが、今シーズン限りのスポンサー撤退を表明[2]。
- 13日
  - 2009年競輪最優秀選手に海老根恵太が選出される[3]。
- 22日
  - ケス・デパーニュが、今シーズン限りでスポンサーから撤退すると公表[4]。
- 24日
  - ツアー・ダウンアンダー最終日が行われ、アンドレ・グライペルが全区間首位を保ち、2度目の総合優勝を果たした[5]。
- 25日
  - スポーツ仲裁裁判所(CAS)は、CERA陽性により出場停止中のシュテファン・シューマッハーに対する処分を支持。これにより、シューマッハーは当年末まで出場停止となる見込み[6]。
- 29日
  - 2013年のシクロクロス世界選手権の開催地が、アメリカ合衆国・ルイヴィルに決まった[7]。
  - リカルド・リッコのパートナーである女子選手、ヴァニア・ロッシ（イタリア）に対し、イタリアオリンピック委員会(CONI)は、同月10日に開催されたシクロクロス国内選手権後に行われたドーピング検査でCERA陽性反応が確認されたと表明[8]。
  - アメリカ合衆国アンチドーピング機構(USADA)は、2009年のロードレース世界選手権・個人タイムトライアルで4位に入ったトム・ザイアーベル（アメリカ）に対し、BサンプルにおけるDHEA陽性反応を確認したと公表[9]。
- 31日
  - シクロクロス世界選手権が、チェコ、ターボルで行われ、男子エリートは、ズデネク・シュティバル(チェコ)が初優勝[10]、女子エリートはマリアンヌ・フォス(オランダ)が2年連続3度目の優勝[11]。

### 2月
- 1日
  - イタリアオリンピック委員会(CONI)は、2009年のジロ・デ・イタリアにおいてCERA陽性が確認されたダニーロ・ディルーカに対し、2年間の出場停止並びに28万ユーロの罰金命令を下した[12]。なお、出場停止期間は2011年7月21日まで。
- 6日
  - グランド・プリモ・コスタ・デリ・エトルスキ（UCIヨーロッパツアー1.1）が行われ、アレッサンドロ・ペタッキが6連覇を達成。
- 8日
  - 国際自転車競技連合(UCI)は、2009年のブエルタ・ア・グアテマラで総合優勝したネリ・ベラスケス（グアテマラ）の、同レースにおいて採取されたBサンプルにおいて、アナボリックステロイドの陽性反応が出たことを確認[13]。
- 9日
  - ブルーノ・リジ（スイス）が、コペンハーゲン6日間レースを最後に引退[14]。
- 21日
  - 東西王座戦決勝が行われ、西日本は市田佳寿浩[15]、東日本は武田豊樹が優勝[16]。
- 25日
  - 4月から9月まで参加する競輪の外国人短期登録選手が新たに5名追加され、前年より取得している5名と合わせた10選手で実施される[17]。
- 26日
  - UCIは、ファビアン・カンチェラーラ（スイス）が個人タイムトライアルで使用している、スペシャライズド製『Shiv』仕様バイクの使用を禁ずることを通達[18]。
  - 女子ロード選手のディアナ・ジリウーテー（リトアニア）が、単核球症にかかっていることが判明したため、引退を表明[19]。

### 3月
- 2日
  - UCIトラックワールドカップクラシックスの2010年-2011年シーズンの日程が決まる[20]。
- 3日
  - モナコ自転車競技連盟は、UCIのバイオロジカルサポートによるEPO陽性反応により、出場保留中となっているトーマス・デッケル（オランダ）に対し、2011年7月1日までの出場停止処分を下した[21]。
- 7日
  - 松戸競輪場で第63回日本選手権競輪決勝戦が行われ、村上博幸（京都）がGI初優勝を果たした[22]。
- 9日
  - 2011年度の特別競輪(GP・GI・GII)開催地及び日時が決定[23]。
  - レイフ・ホスト（ベルギー）が、2008年10月5日に、当時チームメイトだった選手の引退パーティで、同宴に出席していたファンに暴行した事件に関して、ブリュージュ裁判所は、出場停止とすることを命じた[24]。
- 10日
  - UCIは同年2月行った競技外ドーピング検査で、アンドローニ・ジョカットーリに所属するマッシモ・ジュンティ（イタリア）にエリスロポエチン(EPO)陽性が認められたとして、参加予定だった同日開幕のティレーノ〜アドリアティコから除外させた[25]。
- 11日
  - パヴェル、カツペルのシュチェパニアク兄弟（ポーランド）が、EPO陽性反応により、UCIから出場保留処分を受ける[26]。
- 14日
  - パリ〜ニース最終日が行われ、アルベルト・コンタドールが3年ぶり2度目の総合優勝を決めた[27]。
- 15日
  - 前週UCIより、EPO陽性反応により出場保留処分を受けたばかりのカツペル・シュチェパニアク（ポーランド）が自殺を図ったが、自身の父親が未遂で食い止めた[28]。
- 16日
  - ティレーノ〜アドリアティコ最終日が行われ、前日まで総合2位だったステファノ・ガルゼッリがミケーレ・スカルポーニと同タイムゴールながらも、全区間順位が上位のため、逆転で総合優勝を果たした[29]。
- 20日
  - ミラノ〜サンレモが行われ、オスカル・フレイレが3年ぶり3度目の優勝[30]。
- 24日
  - 日本競輪学校第98期卒業記念レース決勝戦が行われ、増原正人（広島）が優勝[31]。
  - JKAなど、競輪関連5団体による競輪政策決定会議は、『車券予想に関する顧客満足度向上に関する取組について』と題した今後の競輪の番組・制度、ルール、発売についての指針をまとめ、番組、ルールについては当年7月より実施することを定めた[32]。
  - トラックレース世界選手権・男子チームスプリントが行われ、ドイツが、同種目大会5連覇を目指したフランスを決勝で下し優勝[33]。
- 25日
  - トラックレース世界選手権・男子スクラッチが行われ、盛一大が3位に入り、日本人選手として1993年の吉岡稔真（ケイリンで3位）以来、17年ぶりにトラック種目における同大会でのメダル獲得を果たした[34]。
  - トラックレース世界選手権・女子チームスプリントが行われ、オーストラリアのカーリー・マカラクとアンナ・メアーズのコンビが、予選、決勝ともに世界記録をマークし、同種目の連覇を達成。
  - トラックレース世界選手権・男子ケイリンが行われ、クリス・ホイ（イギリス）が2年ぶり3度目の優勝。またこの優勝で同大会通算10個目の金メダルを獲得。
- 27日
  - トラックレース世界選手権・女子スプリントで、ヴィクトリア・ペンドルトン（イギリス）が同種目4連覇を達成。
  - トラックレース世界選手権・マディソンが行われ、オーストラリアのキャメロン・マイヤーがリー・ハワードとのコンビで優勝し、ポイント、団体追抜と併せて三冠を達成。
- 28日
  - カタルーニャ一周最終日が行われ、ホアキン・ロドリゲス（スペイン）が総合優勝[35]。
  - ヘント〜ウェヴェルヘムが行われ、ベルンハルト・アイゼル（オーストリア）が優勝[36]。
- 31日
  - 花月園競輪場が当日をもって59年間に亘る競輪開催にピリオドを打った[37]。
  - 鹿児島県鹿屋市に所在するサテライトかのやが、運営会社の破産を受け、当日限りで発売休止[38]。

### 4月
- 1日
  - 日本競輪学校第23代校長に、滝澤正光同校名誉教官が就任。史上初の競輪選手出身者となった[39]。
- 2日
  - CERA陽性の疑いがかけられていたヴァニア・ロッシ（イタリア）のBサンプル結果が陰性であると、イタリアオリンピック委員会(CONI)が公表[40]。
  - アメリカ籍のロックレーシング・ムルシアのスポンサーであるジーンズ会社、ロック&パブリックが、連邦倒産法第11章の適用を受け、倒産[41]。
- 3日
  - アメリカ合衆国アンチドーピング機構(USADA)は、過日BサンプルでDHEA陽性反応が出た、トム・ザイアーベル(アメリカ）に対し、2年間の出場停止処分を下した[42]。
- 4日
  - ロンド・ファン・フラーンデレンが行われ、ファビアン・カンチェラーラ（スイス）が優勝[43]。
  - イタリア警察当局が、ランプレ・ファルネーゼ・ヴィーニに所属するアレッサンドロ・ペタッキとロレンツォ・ベルヌッチの2人の自宅に家宅捜査に入ったことを、地元紙である、ラ・レプッブリカが伝えた[44]。
- 9日
  - BMCレーシングは、所属するイタリア国籍選手、アレッサンドロ・バッランとマウロ・サンタンブロージョについて、マントーヴァ警察の捜査及びイタリアで開催されるアンチドーピングの公聴会での動向を見極めるまで、レース出場を保留させることにした[45]。
- 10日
  - バスク一周最終日が行われ、クリス・ホーナー（アメリカ）が前日まで総合首位のアレハンドロ・バルベルデを逆転し総合優勝[46]。
  - ランプレ・ファルネーゼ・ヴィーニは、マントーヴァ警察の捜査が終結するまで、出場保留中の選手をレースに参加させないことを確約[47]。
- 11日
  - パリ〜ルーベが行われ、ファビアン・カンチェラーラ（スイス）が4年ぶり2度目の優勝[48]。
  - 共同通信社杯春一番決勝が行われ、村上義弘（京都）が逃げ切って完全優勝[49]。
- 14日
  - 第30回アジア自転車競技選手権大会・トラックレース、女子ポイントレースが行われ、萩原麻由子が優勝。
- 15日
  - アジア選手権・男子ケイリンが行われ、渡邉一成が連覇達成。
  - アメリカ合衆国アンチドーピング機構(USADA)は、2009年のジロ・デル・トレンティーノにおいて、服用していたサプリメントの中に、オキシロフリンの含有が発覚したフラヴィア・オリヴェイラに対し、2年間の出場停止処分を下した[50]。
- 16日
  - ドーフィネ・リベレ2010の日程が発表され、6月12日のステージにラルプ・デュエズ（ゴール地点）が組み込まれることになった[51]。
- 17日
  - ブラッドリー・ウィギンス[52]、カルロス・サストレ[53]、アレハンドロ・バルベルデ、ルイス・レオン・サンチェス[54]らが、エイヤフィヤトラヨークトル氷河の14日頃からの再噴火の影響を受け、出場予定だった、18日開催のアムステルゴールドレース2010不参加を余儀なくされた。
- 18日
  - アムステルゴールドレースが行われ、フィリップ・ジルベールが優勝[55]。
- 19日
  - オーストリア国立アンチドーピング機構（Austrian National Anti-Doping Agency）が、血液ドーピング違反となった30のスポーツ選手を調べたところ、そのうちオランダ国籍の3選手に、ヒューマンプラズマ・ドーピング（HumanPlasma doping）の可能性があることを公表した[56]。
- 21日
  - フレッシュ・ワロンヌが行われ、カデル・エヴァンス（BMCレーシング・オーストラリア）が優勝[57]。
  - Bサンプルで、コルナゴ・CSF-イノックスに所属するマッティア・ガヴァッツィ（イタリア）に、コカイン陽性反応が出た[58]。
- 22日
  - Aサンプルで、BMCレーシングのトマス・フライ（スイス）に、EPO陽性反応が出た[59]。
  - 当年3月23日、ドワールス・ドール・フラーンデレン終了後に採取されたAサンプルにおいて、チーム・レディオシャックの李富玉（中国）に、クレンブテロールの陽性反応が出た[60]。
- 25日
  - リエージュ〜バストーニュ〜リエージュが行われ、アレクサンドル・ヴィノクロフ（カザフスタン・アスタナ）が5年ぶり2度目の優勝[61]。
  - 全日本BMX選手権大会が行われ、三瓶将廣が2連覇[62]。
- 26日
  - アンダルシア・カハスルのマヌエル・バスケスに対し、UCIはバイオロジカルパスポートにより、EPO陽性反応の疑いがあるとして、出場保留を通達[63]。
- 27日
  - スイスの新聞、バスラー・ツァイトゥング(Basler Zeitung)のインタビュー記事によると、トマス・フライ（BMCレーシング）が日常的にEPOを使用していたことを告白した[64]。
- 28日
  - ガブリエーレ・ボジージオ（イタリア・LPRブレークス）に対し、イタリア・アンチドーピング裁判所(Italian Anti-Doping Tribunal)は、2年間の出場停止処分を下した。出場停止期間は2011年10月5日まで[65]。

### 5月
- 2日
  - ツール・ド・ロマンディ最終日が行われ、アレハンドロ・バルベルデが逆転を決め総合優勝[66]。
- 3日
  - UCI会長・パット・マッケイドは、8日開幕のジロ・デ・イタリアを目前に控え、競技外ドーピング検査でドーピングの疑いがある5 - 8人を調査したところ、リクイガス・ドイモのフランコ・ペッリツォッティ、アンダルシア・カハスルのヘスス・ロセンド、Ag2r・ラ・モンディアルのタデイ・ヴァリャヴェツの3人に対し、バイオロジカル・パスポートでは、「グレーゾーン」（ドーピングの陽性とも陰性とも見分けがつかなかった）にあると表明[67][68]。
- 4日
  - フランス・アンチドーピング機構(AFLD)は、EPO陽性反応のミカエル・ラルプに2年間の出場停止処分を下した[69]。
- 5日
  - SSシリーズ風光る決勝が行われ、村上博幸が優勝[70]。
- 11日
  - メキシコ・アグアスカリエンテスで行われている、パンアメリカン選手権・女子3km個人追い抜き予選において、アメリカのサラ・ハマーが、3分22秒269の同種目世界新記録をマーク[71]。
- 13日
  - ジロ・デ・イタリア 第5ステージ、新城幸也が、区間優勝のジェローム・ピノーと同タイムの3位に入る[72]。
- 15日
  - 2009年7月31日にUCIからEPO陽性反応が出たとして、出場保留中だったミケル・アスタルロサに対し、スペイン自転車競技連盟は、2年間の出場停止処分を下した[73]。
- 20日
  - UCIとアメリカアンチドーピング機構（WADA）は、フロイド・ランディスが、ランス・アームストロングとヨハン・ブリュイネールがドーピングに関与していたとの含みをもたせた発言[74]を行ったことに対し、見解を表明した[75]。UCIは、ランディスが求める、2人に対するドーピングテストの要望を却下[76]。
- 21日
  - UCIは、過日EPOやクレンブテンロールの陽性反応が出た、ルーベ・リユ・メトロポールのミカエル・ラルプ、ISD-ネーリのアレッサンドロ・コロを出場保留とすることを通達。また、各自転車競技連盟より出場停止となった選手の処分リストを公表した[77]。
- 24日
  - 行政刷新会議は、公益法人の事業仕分け3日目となる当日、JKAが行っている補助事業について、（事業や補助金の）配分を決める審査体制と交付先に問題があるとして「廃止」と結論付けた他、競輪場の改修費などとして交付金を自治体に還付する制度も「廃止」と判断[78]。
- 25日
  - UCI会長、パット・マッケイドは、ジロ・デ・イタリア第16ステージのゴール地点であるプラン・デ・コローネスで会見を行い、当年6月中旬にも、ポイント制度を中心としたUCIプロツアーの改革案をまとめ、2011年度より実施したいと表明[79]
- 27日
  - イタリアオリンピック委員会（CONI）は、UCIのバイオロジカル・パスポートに沿い、2009年6月18日より出場保留中だったフランチェスコ・デボニスを2011年6月17日まで、出場停止処分とした[80]。
- 28日
  - ツアー・オブ・ミズーリの当年の開催が、資金不足により中止が濃厚に[81]。
  - スペイン自転車競技連盟は、EPO陽性反応により、2009年4月より出場保留状態だったアントニオ・コロムに対し、2年間の出場停止及び46958ユーロの罰金の命を下した[82]。
  - 一連のドーピング騒動により、イタリアのマントーヴァ警察の捜査を受けていたアレッサンドロ・バッランの疑いが晴れ、近くレース復帰する見通し[83]。
- 30日
  - ジロ・デ・イタリア最終日が行われ、イヴァン・バッソ（イタリア、リクイガス・ドイモ）が4年ぶり2度目の総合優勝を果たした[84]。
  - 函館競輪場で行われた当日の開催で、9、10、11、12レースの車番連勝複式車券を的中させる「ビッグドリーム」において1票の的中があり、配当金額が競輪重勝式史上最高の1億5978万7340円を記録した[85]。
- 31日
  - スポーツ仲裁裁判所(CAS)は、アレハンドロ・バルベルデ（スペイン、ケス・デパーニュ）に対し、2年間の出場停止処分を下した。なお、出場停止対象期間は2010年1月1日から2012年1月1日までと定められた。[86]。
  - 上記のCASの裁定を受け、バルベルデがUCIワールドランキング2010においてこれまで獲得してきたポイントは全て剥奪となったため、当年5月31日時点における同ランキングトップは、カデル・エヴァンスに替わった[87]。
  - 6月30日を初日とする開催から、競輪の番組及びルールの一部改正が実施されることになった[88]。

### 6月
- 1日
  - ツアー・オブ・アイルランド、当年開催中止を決定[89]。
- 2日
  - UCIは、「メカニカル・ドーピング」と言われているドーピング問題についての議論の場を翌週にも設けたい意向を示した[90]。
- 3日
  - イタリア・アンチドーピング裁判所は、UCIのバイオロジカル・パスポートに基づき出場保留中だったピエトロ・カウッキオーリに対し、2年間の出場停止処分を下した。なお、出場停止期間は2011年6月18日まで[91]。
- 6日
  - 高松宮記念杯競輪決勝戦が行われ、平原康多（埼玉）が大会2連覇を達成[92]。
  - 目片信・大津市市長は、当月2日に行われた同市定例会計で、高松宮記念杯競輪の総売上が110億円を下回った場合、9月の定例市議会で事業廃止について申し上げないといけない、と言明。結果、107億4605万1900円（前年比86.9％）にとどまったことから、大津びわこ競輪場の存廃問題が正式に検討される見通し[93]。
- 8日
  - カルロス・サストレが椎間板ヘルニアと診断される[94]。
  - イタリアの女子MTB選手、エレーナ・ガッドーニに、テストステロンのレベル超過が判明[95]。
- 12日
  - UCIは、オーストリア籍のチームである、フォラールベルク＝コラテック(Vorarlberg-Corratec)に対し、ライセンス剥奪を宣告。財政問題を抱えているため[96]。
- 13日
  - クリテリウム・デュ・ドーフィネ（ドーフィネ・リベレ）最終日が行われ、ヤネス・ブライコヴィッチが総合優勝[97]。
  - 全日本自転車競技選手権大会・個人タイムトライアルが秋田県・大潟村で行われ、男子は福島晋一が初優勝、女子は萩原麻由子が3連覇を達成[98]。
- 17日
  - UCIは、2011年シーズンから、UCIプロチーム及びプロフェッショナル・コンチネンタルチームにバイオロジカル・パスポートを事実上、義務付けることを公表[99]。
  - 元競輪選手で、元ラグビー選手の渡邉大吾（日本競輪学校第78期生）が、出資の受入れ、預り金及び金利等の取締りに関する法律（出資法）違反（預かり金の禁止）の疑いで逮捕される[100]。
  - UCIの運営委員会がイギリスのバーミンガムで行われ、世界選手権・バイクマラソンの開催地を、2012年はフランスのオルナン、2013年はオーストリアのキルヒベルクとする事を決定[101]。
  - 2009年6月に、UCIのバイオロジカル・パスポートにより、CERA陽性の疑いがかけられ、出場保留処分中だったリカルド・セラノ（スペイン）に対し、スペイン自転車競技連盟は、2年間の出場停止及び23100ユーロの罰金を科す裁定を下した[102]。
- 18日
  - 2011年度のUCIマウンテンバイクワールドカップの開催日程及び開催日が発表される[103]。
  - UCIは、2010年 - 2011年シーズンより、シクロクロスにおいて、ディスクブレーキの使用を許容することを公表[104]。
- 20日
  - ツール・ド・スイス最終日が行われ、前日まで総合4位だったフランク・シュレクが逆転総合優勝[105]。
- 22日
  - 当年のバンクーバーオリンピック・女子スピードスケートの3000m及び5000mの金メダリスト、マルティナ・サーブリーコヴァー（チェコ）が、同国国内選手権・個人タイムトライアルで優勝[106]
- 23日
  - 6月18日のツール・ド・スイス終了後に心臓発作に見舞われ、昏睡状態になっていたキム・キルシェンが、意識を回復させた[107]。
  - オールスター競輪のファン投票結果が発表され、村上義弘が初のファン投票第1位。また実弟の博幸は同7位に選出され、1978年の藤巻昇、清志兄弟以来、史上2例目となる同大会の兄弟ドリーム戦出場が決まった[108]。
- 26日
  - チェコ国内選手権・女子個人ロードレースが行われ、マルティナ・サーブリーコヴァーがITTと併せて二冠を達成[109][110]。
- 27日
  - 全日本自転車競技選手権大会・個人ロードレースが広島県・森林公園で行われ、男子は宮澤崇史[111]、女子は萩原麻由子[112]がそれぞれ初優勝。
  - 同大会同種目2度優勝の実績を誇る野寺秀徳が、同日のレースで3位に入り、レース終了後に引退を表明[113]。
- 30日
  - スイスオリンピック委員会は、3月にEPO陽性が発覚したトマス・フライに2年間の出場停止並びに、1500スイスフランの罰金を命じた[114]。

### 7月
- 2日
  - サーヴェロ・テストチームは、メディカルスタッフの許可なしに、サドル痛鎮静剤としてエフェドリンを使用していたとして、シャビエル・フロレンシオをツール・ド・フランスのスタートリストから除外した。これにより、同チームは最初から8名での戦いを余儀なくされることになった。加えてフロレンシオは、同チームから謹慎の通達を受けた[115]。
- 4日
  - 寛仁親王牌決勝戦が前橋競輪場で行われ、市田佳寿浩（福井）が、GI初優勝を果たした[116]。
- 7日
  - スポーツ仲裁裁判所(CAS)は、イルヨ・カイセ（ベルギー、クイックステップ）に対し、2008年のヘント6日間レースにおける、カチンとHCTの陽性反応により、2年間の出場停止処分を下した。なお、出場停止期間は2011年8月6日まで[117]。
- 15日
  - ツール・ド・フランス第11ステージ、新城幸也が6位に入る[118]。
  - 同じくツール・ド・フランス第11ステージにおいて、マーク・レンショー（チーム・HTC - コロンビア）が、ゴール直前、ジュリアン・ディーン（ガーミン・トランジションズ）に対し数回、頭で押し上げる行為を行って進路を妨げたとして、アモリ・スポル・オルガニザシオン(ASO)はレンショーを失格とし、加えて即時帰郷を命じた[119][120]。
- 17日
  - 全日本マウンテンバイク選手権大会・女子ダウンヒルにおいて、末政実緒が11連覇を達成。
- 18日
  - サマーナイトフェスティバル決勝戦が行われ、成田和也が優勝[121]。
- 24日
  - 2009年のポルトガル一周で総合1位となりながらも、CERA陽性により出場保留中だったヌーノ・リベイロに対し、ポルトガル自転車競技連盟は、2年間の出場停止処分を下した[122]。
- 25日
  - ツール・ド・フランス最終日が行われ、アルベルト・コンタドールが2年連続3度目の総合優勝を果たした[123]。
- 28日
  - スペイン自転車競技連盟は、元サウニエル・ドゥバル所属のロバト・エルビラに対し、UCIのバイオロジカルパスポートに基づき、2年間の出場停止処分を下した。なお、出場停止期間は2011年6月17日まで[124]。
- 29日
  - 英国車連は、EPO及びアロマターゼ阻止剤陽性のダン・ステイトに2010年5月1日から2012年5月1日まで出場停止処分を下した[125]。
- 30日
  - スポーツ仲裁裁判所(CAS)は、CERA陽性により、北京五輪で失格となったダヴィデ・レベッリンの訴えを却下した[126]。
  - スロベニア・アンチドーピング機構は、UCIのバイロジカルパスポートに基づき、ドーピング疑惑の渦中にあるとされるタデイ・ヴァリャヴェツに対し、その疑惑に対する十分な証拠がないことを表明した[127]。
- 31日
  - クラシカ・サンセバスティアンが行われ、ルイス・レオン・サンチェスが優勝[128]。
  - BMX世界選手権エリート男女決勝が行われ、男子はマーリス・シュトロムベルグス（ラトビア）が2年ぶり2回目、女子はシャネーズ・リード（イギリス）が2年ぶり3度目の優勝。

### 8月
- 1日
  - 中国自転車競技連盟は、李富玉にBサンプルでもクレンブテロールの陽性反応が出たことを確認した[129]。
- 7日
  - ツール・ド・ポローニュ最終日が行われ、ダニエル・マーティンが総合優勝[130]。
- 8日
  - 全日本選抜競輪決勝戦が行われ、佐藤友和がGI初優勝を決めた[131]。
- 11日
  - アメリカ合衆国アンチドーピング機構(USADA)は、DHEA陽性となったケニー・ウィリアムスに対し、2012年1月3日まで出場停止期間を延長することを決めた[132]。
- 11日
  - 日本競輪学校第101回生徒募集要項が発表され、当回より年1回募集の春入学となり、加えて、将来の女子募集を睨み、男子募集人員を36名と、同100回までの75名から大幅に削減することが決まった[133]。
- 12日
  - 2011年シーズンのケス・デパーニュに代わる新スポンサーに、スペインの通信会社・テレフォニカが名乗りを上げた[134]。
- 15日
  - ヴァッテンフォール・サイクラシックスが行われ、タイラー・ファーラーが連覇達成[135]。
- 17日
  - CASは、ジャンニ・ダ・ロスの出場停止期間を20年間から4年間へと大幅に縮減することを下した[136]。
- 22日
  - GP西フランス・プルエーが行われ、マシュー・ゴスが優勝[137]。
- 24日
  - エネコ・ツアー最終日が行われ、トニー・マルティンが総合優勝[138]。
  - UCIは、プロコンチネンタルチームのスコット＝マルコンデス・セザル＝サン・ジョゼ・ドス・カンポスが、財政難にかかる所属選手への給与未払い問題が表面化していることを受け、当月20日より活動停止させていることを公表[139]。
- 26日
  - サーヴェロ・テストチームは、今シーズン限りでチームを解散することを表明[140]。

### 9月
- 2日
  - 競輪選手の橘慶一郎が、児童買春・ポルノ禁止法違反の疑いで神奈川県警栄署に逮捕され、同件の容疑者となる[141]。
- 3日
  - 世界選手権・男子フォークロスが行われ、トマーシュ・スラヴィク（チェコ）が優勝。同じく女子も行われ、キャロライン・ブキャナン（オーストラリア）が優勝。
- 4日
  - 世界選手権・男子クロスカントリーが行われ、ホセ・アントニオ・エルミダ（スペイン）が初優勝。同じく女子も行われ、マヤ・ヴウォシュチョヴスカ（ポーランド）が初優勝。
  - チーム・スカイは、急死した、ソワニュール（マッサージャー）のチェマ・ゴンサレスを弔うため、ブエルタ・ア・エスパーニャから撤退[142]。
- 5日
  - 世界選手権・男子ダウンヒルが行われ、サム・ヒル（オーストラリア）が3度目の優勝。同じく女子も行われ、トレーシー・モズリー（イギリス）が優勝。
  - オールスター競輪決勝が行われ、山崎芳仁が優勝[143]。
- 7日
  - チーム・サクソバンクは、アンディ・シュレクとスチュアート・オグレディをチーム服務規程違反により、ブエルタ・ア・エスパーニャから除外させた[144]。
- 8日
  - ブエルタ・ア・エスパーニャに参加中のロイ・センチェンスが、8月16日にUCIが行った尿検査においてEPO陽性反応が出たとして、レースから除外される[145]。
- 9日
  - アメリカ反ドーピング機構(USADA)は、セミプロ選手であるアンドリュー・クレーターのマリファナ陽性反応を認定[146]。
- 10日
  - 第1回グランプリ・シクリスト・ド・ケベックが行われ、トマ・ヴォクレール（フランス）が初代優勝者の座に就く[147]。
- 11日
  - イゴル・アントンが、落車事故の影響により、マイヨ・ロホ（リーダージャージ）着用のままブエルタを途中棄権[148]。
  - 8日にEPO陽性反応によりブエルタ・ア・エスパーニャから追放されたロイ・センチェンスが使用を認め、当年シーズン限りの引退を表明[149]。
- 12日
  - 第1回グランプリ・シクリスト・ド・モンレアルが行われ、ロベルト・ヘーシンク（オランダ）が初代優勝者の座に就く[150]。
- 16日
  - 8月15日に行われたオスカル・セビリャの、ブエルタ・ア・コロンビアのレース後の尿検査の結果、ヒドロキシエチル澱粉(hydroxyethyl starch)の陽性反応が出たため、スペイン自転車競技連盟は出場保留処分を通達[151]。
- 17日
  - 目片信・大津市市長は、同市議会特別委員会で、赤字経営が続く大津びわこ競輪場を当年度末で廃止する方針を表明。同競輪場は2011年3月をもって開催終了する運びとなった[152][153]。
- 19日
  - ブエルタ・ア・エスパーニャ最終日が行われ、ヴィンチェンツォ・ニバリが初の総合優勝を果たした[154]。
- 21日
  - リカルド・リッコの義理の弟、エンリコ・ロッシ（チェラミカ・フラミニア）が、禁止薬物使用の疑いで、薬剤師ら、他の5人と一緒に逮捕される[155]。
- 28日
  - MTB・アジア選手権女子ダウンヒルが行われ、末政実緒が8連覇を達成。
- 29日
  - 世界選手権・女子個人タイムトライアルが行われ、エマ・プーリー（イギリス）が初優勝[156]。
  - MTBアジア選手権・男子クロスカントリーが行われ、山本幸平が連覇達成。
- 30日
  - アルベルト・コンタドールに、当年のツール・ド・フランスの休息日である7月21日に行われたドーピング検査の結果、クレンブテロールの陽性反応が確認される[157]。同日行われた記者会見でコンタドールは、世界アンチドーピング機構(WADA)が確認したところによると、クレンブテロールの検出量はわずか50ピコグラム程度であり、食物摂取の際に含まれていたのではないかと釈明し、自らの関与を否定した[158]。
  - エセキエル・モスケラとダビ・ガルシア・ダペナに、当年のブエルタ・ア・エスパーニャにて行われたドーピング検査の結果、ヒドロキシエチル澱粉の陽性反応が確認される[159]。
  - 世界選手権・男子エリート個人タイムトライアルが行われ、ファビアン・カンチェラーラ（スイス）が同大会同種目史上最多となる4回目の優勝を果たした[160]。
  - 女子競輪復活への概要が記者会見で発表される[161]。

### 10月
- 1日
  - イヴァン・バッソの実妹であるエリーザ・バッソが、自身の夫であるエッディ・マッツォレーニの麻薬取引事件に関与していたとして、イタリアオリンピック委員会より、イタリア国内における競技大会に4年間出場停止の処分を受ける。なお、兄・イヴァンは関与していないことが確認されている[162]。
- 2日
  - 世界選手権・女子個人ロードレースが行われ、ジョルジャ・ブロンツィーニ（イタリア）が初優勝[163]。
  - 当年8月30日にモントリオールで行われた競技外ドーピング検査の結果、元マウンテンバイク・XC世界女王、マルガリタ・フリャナ（スペイン）に、EPO陽性反応が確認される[164]。
- 3日
  - 世界選手権・男子個人ロードレースが行われ、トル・フースホフト（ノルウェー）が初優勝[165]。また同レースで、新城幸也が9位に入り、同大会プロロードレース時代を含め、日本人選手として同種目史上初の一桁着順を記録[166]。
- 6日
  - ダビ・ガルシア・ダペナにEPO陽性反応が出た[167]。9月30日にヒドロキシエチル澱粉の陽性反応も出ているが、それが、EPOのマスキング剤として使用された疑いも出ている[168]。
  - アメリカアンチドーピング機構(USADA)は、EPO陽性を重ねるカーク・オービーに対し、無期限選手資格停止処分を下した[169]。
- 10日
  - パリ〜ツールが行われ、オスカル・フレイレが優勝。新城幸也が5位に入った[170]。
- 11日
  - 共同通信社杯秋本番決勝が行われ、伏見俊昭が優勝[171]。
- 14日
  - 日本競輪学校第99期卒業記念レース決勝戦が行われ、在校競走成績第1位の上吹越俊一が優勝[172]。なお、33歳での優勝は、同校同レース史上最年長優勝記録。
- 15日
  - 日本競輪学校第99期生の卒業式が行われ、上記の上吹越の他、アテネオリンピック重賞挙げ代表の今村俊雄、元アメリカンフットボール選手の里見恒平、元プロ野球選手の宮﨑一彰・萱島大介、元Jリーガーの河野淳吾ら、82名が卒業。同期卒業生は、当年11月1日付で競輪選手登録される[173]。
- 16日
  - トラックレース全日本自転車競技選手権大会（宮城県自転車競技場）・女子3km個人追い抜きが行われ、バンクーバーオリンピック・女子団体パシュート（団体追い抜き）銀メダリストの田畑真紀が優勝[174]。
  - 第104回ジロ・ディ・ロンバルディアが行われ、フィリップ・ジルベールが連覇を達成。なお同レースは強雨と寒風に見舞われ、195名中、完走者はわずか34名にとどまった[175]
- 17日
  - トラックレース全日本選手権で、窪木一茂がポイントレース、個人追い抜き、そして学連チームの一員として出場した団体追い抜きをいずれも制覇し、同大会の三冠を達成。
- 18日
  - UCIワールドランキング2010の最終結果が確定。個人総合は、ホアキン・ロドリゲスが551ポイントを獲得し優勝。またチームはチーム・サクソバンク、国籍はスペインがそれぞれ優勝[176]。
  - ルイ・コスタ（ポルトガル）と、同人の弟であるマリオ・コスタの両人に、メチルヘキサナミン(Methylhexanamine)の陽性反応が確認される[177]。
- 19日
  - ツール・ド・フランス2011の日程が発表される。ラルプ・デュエズのゴールが3年ぶりに登場（第19ステージ）[178]。
- 20日
  - スポーツ仲裁裁判所(CAS)は、2007年のツール・ド・フランスでドーピング違反が発覚したアレクサンドル・ヴイノクロフ（カザフスタン）に対する、UCIの罰金設定が有効ではないとする判断を示した[179]。
- 21日
  - 平塚競輪場で行われた同日開催における7重勝単勝式のチャリロトで、1口＝9億598万7400円の的中が出た[180]。
  - UCIのバイオロジカルパスポートに基づくドーピング疑惑により、当年5月上旬以降レース出場保留処分が続いていたフランコ・ペッリツォッティの嫌疑が、イタリア国立ドーピング裁判所(TNA)の裁定により晴れ、レース復帰が可能となった[181]。
- 22日
  - 台風13号（メーギー）の影響を受け、台湾カップの中止が決定[182]。
  - 出場停止（出場保留）中の身であるアルベルト・コンタドールが、当年11月30日に予定されている、オビエドでのクリテリウムに出場する旨を明らかにした[183]。
  - スペイン・グアルディア民事裁判所は、クレンブテロールの密製密売に関与していたと疑われる34人を、テネリフェ島及びグラン・カナリア島にて拘束[184]。
- 23日
  - ジロ・デ・イタリア 2011の日程及びコースが発表された[185]。
  - ジャパンカップサイクルロードレースにて当年より新たに設けられた、「ジャパンカップクリテリウム」が宇都宮市の市街地で開催され、トーマス・パルマーが初代優勝者の座に就いた[186]。
- 24日
  - 第19回ジャパンカップが行われ、ダニエル・マーティンが優勝[187]。
  - ランス・アームストロングが、2011年のツアー・ダウンアンダーを最後に、国際レースの舞台から退くことを表明[188][189]。
- 25日
  - ヤンググランプリの出場予定選手が発表される[190]。
- 27日
  - ヴェロ・ドールの表彰選手が発表され、ファビアン・カンチェラーラが初の受賞[191]。
- 28日
  - UCI会長、パット・マッケイドは、フランコ・ペッリツォッティのバイオロジカルパスポートにかかるドーピング嫌疑が、イタリア国立ドーピング裁判所(TNA)の裁定により晴れたとされる事例に対して記者会見を行い、バイオロジカルパスポートの正当性を訴えるため、CASに提訴することも視野に入れていると表明[192]。
- 29日
  - 当年のツール・ド・フランス最終ステージにおいて、チーム・レディオシャックが、UCIに届出がされていない、ランス・アームストロングが主宰するライヴストロング・チャリティのロゴが入ったジャージでレースを行ったとして、チームマネジャーのヨハン・ブリュイネールに対しUCIは、2011年2月1日から同年3月31日まで監督活動の禁止、並びに1万スイスフランの罰金を命じた。また、レースディレクターには5千スイスフラン、選手には2千500スイスフランの罰金をそれぞれ命じた[193]。
  - また、同年のツール・ド・フランス第6ステージにおいて、ルイ・コスタを転倒させたカルロス・バレードに対しUCIは、2011年1月1日から同年2月28日まで出場停止処分を下した[194]。

### 11月
- 2日
  - 2011年シーズンにおける、UCIプロチーム及びUCIコンチネンタルプロチームが発表された[195]。
- 4日
  - UCI会長、パット・マッケイドは、トラックレースの欧州選手権の開催が、コモンウェルスゲームズとの日程間隔が短すぎるとして、クリス・ホイなどから抗議の声が上がっていたことについて、必ずしもそうとは考えられないとする表明を出した[196]。
- 6日
  - 当年のブエルタ・ア・エスパーニャにおいて採取されたAサンプルにおいて、ヒドロキシエチル澱粉の陽性反応が確認されたエセキエル・モスケラだが、Bサンプルでも同様の陽性反応が確認された[197]。
- 8日
  - ベルギー自転車競技連盟は、当年6月6日と19日に、無排卵治療薬のクロミフェンの陽性反応が確認されたルル・パウリセンに対し、2年間の出場停止及び87500ユーロの罰金を命じた[198]。
- 9日
  - 英国ナショナルチームを長年に亘り指揮しているシェーン・サットンに、大英帝国勲章(OBE)が授与された[199]。
- 11日
  - ミラノの展示場で展示されていた、マルコ・パンターニ着用のマイヨ・ジョーヌが盗まれる[200]。
- 12日
  - シャコベオ・ガリシアは、チーム活動の停止にあたり、グスタボ・セサルをドーピング違反の疑いがあるとして1年間の活動停止を言い渡した[201]。
- 17日
  - 世界アンチドーピング機構(WADA)は、アルベルト・コンタドールのクレンブテロール陽性問題に関し、コンタドールが主張する「汚染肉」があったとされるバスク国の某肉店の食肉を調査したところ、当該主張に関連性がなかったことを報告した[202]。
- 22日
  - 2011年のUCIプロチームが発表された[203]。
- 23日
  - アジア競技大会自転車競技の全日程が終了。日本は金メダルなしに終わる。
- 24日
  - アメリカのマスターズ選手、ニール・シュベルにEPO陽性が確認される[204]。
- 26日
  - テストステロン陽性が出た、イタリアの女子マウンテンバイク選手、エレーナ・ガッドーニに対し、イタリアオリンピック委員会（CONI）は、18ヶ月の出場停止処分を下した[205]。

### 12月
- 1日
  - UCIは、スペイン自転車競技連盟が、2009年シーズンをもって引退したイゴル・アスタルロアに対し、2年間の出場停止及び35000ユーロの罰金を命じたことを表明[206]。
- 4日
  - UCIは、アメリカ国内で行われているシクロクロスのシリーズ戦を、2011年-2012年シーズンより中止するよう促した[207]。
- 5日
  - 競輪祭決勝が行われ、海老根恵太が優勝[208]。
  - 当年30日に行われるKEIRINグランプリ2010の出場選手が決まる[209]。
  - 当年27日から適用される、新S級S班選手が決まる[210]。
  - イタリアのカラブリア州で早朝、8人のアマチュア自転車選手が練習中、大麻中毒者と思われる無免許の人物に轢かれ死亡[211]。
- 8日
  - イタリアオリンピック委員会(CONI)は、ロレンツォ・ベルヌッチの一家に対し、警察当局からドーピング嫌疑が晴れるまで出場停止処分とすることを要求[212]。
- 12日
  - 全日本シクロクロス選手権大会が行われ、男子は辻浦圭一が9連覇、女子は豊岡英子が6連覇をそれぞれ達成。
- 17日
  - スペインオリンピック委員会会長のアレハンドロ・ブランコは、アルベルト・コンタドールに「クロ」の結論が出た場合、最大限の出場停止処分を望むと表明[213]。
  - 国際陸上競技連盟(IAAF)は、UCIが他競技に先んじて導入したバイオロジカルパスポートを、当年12月より導入することに踏み切った[214]。
- 18日
  - ヨハン・ブリュイネールは、過日UCIから受けた活動停止処分を不服として、スポーツ仲裁裁判所(CAS)に上訴[215]。
- 19日
  - スペイン自転車競技連盟会長、フアン・カルロス・カスターニョは、アルベルト・コンタドールのドーピングにかかる裁定について、翌年1月中旬までに裁定が下されるようなことは望んでいないとして、早急に結論を出すように迫っているUCIを牽制する発言を行った[216]。
- 20日
  - ポルトガルのジョアキン・オルテガに、EPO陽性反応が確認される[217]。
- 21日
  - スペインのタブロイド紙、 インテルビウ（Interviú）によると、ナンドロロンの陽性反応が出たフランシスコ・ホセ・プリエトの証言で、アルベルト・コンタドールを自転車選手として発掘したとされるフェルナンデス・アルバからプリエトにナンドロロンが渡されて続けられていたとして、アルバが告発を受けたことに関連して、コンタドールにも疑いの目がかけられているという記事が掲載されたことに対しコンタドールは、アルバは国内選手権におけるコーチングスタッフの一人ではあったが、普段からコーチとしてみてもらったわけではなく、疑いがかけられるような関係はありえないとして、インテルビウの記事を否定した[218]。
  - ペガサス・スポーツが、UCIより、2011年シーズンのプロフェッショナルコンチネンタルチームのライセンスを却下される[219]。
- 22日
  - 出場停止処分中のピエトロ・カウッキオーリに対するCASの公聴会が行われる[220]。
- 23日
  - オーストリア自転車競技連盟は、ヒューマンプラズマ・ドーピングに関与していたとして、ヨーゼフ・ククラーに対し、2年間の出場停止処分を下した[221]。
- 28日
  - ヤンググランプリが行われ、96期の深谷知広（愛知）が優勝[222]
- 29日
  - SSカップみのりが行われ、新田祐大（福島）が優勝[223]
- 30日
  - KEIRINグランプリ2010が行われ、写真判定の末、村上博幸（京都）が優勝し、年間獲得賞金額2億円を突破[224]。

## 死去
- 2月7日 - フランコ・バッレリーニ（ イタリア・ロードレース選手*1964年）
- 2月15日 - 中垣輝光[225]（ 日本・競輪選手*1961年）
- 2月20日 - ジョヴァンニ・ペッテネッラ（ イタリア・トラックレース選手*1943年）
- 3月8日 - ギュイ・ラペビー（ フランス・ロードレース選手*1916年）
- 3月9日 - ライオネル・コックス（ オーストラリア・トラックレース選手*1930年）
- 3月18日 - 富澤勝行[226]（ 日本・競輪選手*1980年）
- 4月3日 - 中川茂一（ 日本・競輪選手*1938年）
- 6月2日 - ガブリエーレ・セッラ[227]（ イタリア・トラックレース選手*1963年）
- 7月2日 - 宇田由香[228]（ 日本・女子選手*1982年）
- 7月13日 - ニーノ・デフィリッピス（ イタリア・ロードレース選手*1932年）
- 8月10日 - ラドミール・シムーネクsr．[229]（ チェコ・シクロクロス選手*1962年）
- 8月31日 - ローラン・フィニョン[230]（ フランス・ロードレース選手*1960年）
- 9月19日 - ユーレ・ロビチュ（ スロベニア・ウルトラマラソン選手*1965年）
- 10月19日 
  - アンドレ・マエ（ フランス・ロードレース選手*1919年）
  - ヘルマン・クロット[231]（ オランダ、アムステルゴールドレース創設者。79歳没）
- 11月15日 - リハルト・ファン・ヘネフテン（ ベルギー・ロードレース選手*1930年）
- 11月30日 - イェング・キルヒェン[232]（ ルクセンブルク・ロードレース選手*1919年）
- 12月31日 - レイモン・アンパニ（ ベルギー・ロードレース選手*1925年）